# Aeroportul Rosita
Aeroportul Rosita (IATA: RFS, ICAO: MNRT) este un aeroport din Regiunea Autonomă a Atlanticului de Nord, Nicaragua.
Situat la o altitudine de 49 m, aeroportul dispune de o singură pistă. Este operat de Nicaragua.